# Kai Bjorn
Kai Bjorn (Montreal, 13 de julio de 1968) es un deportista canadiense que compitió en vela en la clase Star. Su hermano Tyler también compitió en vela.
Ganó dos medallas de plata en el Campeonato Mundial de Star, en los años 1999 y 2000. Participó en los Juegos Olímpicos de Sídney 2000, ocupando el quinto lugar en la clase Star.

## Palmarés internacional
| \| Campeonato Mundial \| Campeonato Mundial \| Campeonato Mundial \| Campeonato Mundial \| \| Año \| Lugar \| Medalla \| Clase \| \| ------------------ \| -------------------------- \| ------------------ \| ------------------ \| \| 1999 \| Punta Ala (Italia) \| Medalla de plata \| Star \| \| 2000 \| Annapolis (Estados Unidos) \| Medalla de plata \| Star \| |                            |                  |       |
| Campeonato Mundial |                            |                  |       |
| Año | Lugar                      | Medalla          | Clase |
| 1999 | Punta Ala (Italia)         | Medalla de plata | Star  |
| 2000 | Annapolis (Estados Unidos) | Medalla de plata | Star  |